# Gastrolobium spinosum
Gastrolobium spinosum är en ärtväxtart som beskrevs av George Bentham. Gastrolobium spinosum ingår i släktet Gastrolobium och familjen ärtväxter. IUCN kategoriserar arten globalt som livskraftig.

## Underarter
Arten delas in i följande underarter:
- G. s. grandiflorum
- G. s. spinosum
- G. s. triangulare
- G. s. trilobum